# 车俊
车俊（1955年7月—），男，汉族，安徽巢湖人，中华人民共和国政治人物。华东政法学院函授法律专业毕业，中共中央党校函授学院经济管理专业毕业。中共第十七届中央候补委员、第十八届、第十九届中央委员。曾任中共新疆维吾尔自治区党委副书记（正部級）、中央新疆工作协调小组成员，浙江省人民政府省长、中共浙江省委书记、浙江省人大常委會主任、全国人大监察和司法委员会副主任委员。现任第十四届全国政协人口资源环境委员会主任。

## 生平
1973年2月参加工作。1973年12月加入中国共产党。历任安徽省长丰县东方红公社知青、团委副书记、大队党支部书记、三和公社党委书记、杨公区委副书记。1979年12月，在合肥市中级人民法院工作，历任助理审判员、审判员，办公室秘书、副主任，刑一庭副庭长、庭长，院党组成员（其间：1981年7月至1984年7月，在华东政法学院函授法律专业学习）。1988年2月，任合肥市中级人民法院副院长、党组副书记。1989年3月，任合肥市公安局副局长、党委副书记。1990年12月，任合肥市公安局局长、党委副书记、书记。1993年5月，任中共合肥市委副书记。1995年3月，任中共合肥市委副书记、常务副市长（1993年8月至1995年12月，在中央党校函授学院经济管理专业学习）。1999年5月，任中共合肥市委副书记、代市长（2000年1月当选市长）。2001年3月，任中共合肥市委书记。2001年10月，任中共安徽省委常委，合肥市委书记。
2005年3月，任中共河北省委常委、政法委书记。2006年11月，任中共河北省委常委、组织部部长。2008年5月，任中共河北省委副书记。2008年8月，总部位于石家庄市、曾是中国最大奶粉制造商的三鹿集团等多家中国奶粉企业，被爆生产有毒奶粉。2008年9月，任中共河北省委副书记、石家庄市委书记。
2010年5月，任中共新疆维吾尔自治区党委副书记，新疆生产建设兵团党委书记、政委，中国新建集团公司董事长。2010年8月，任中共新疆维吾尔自治区党委副书记，新疆生产建设兵团党委书记、政委，中国新建集团公司董事长，中央新疆工作协调小组成员（2010年9月明确为正部长级）。2015年4月，任中共新疆维吾尔自治区党委副书记，中央新疆工作协调小组成员。
2016年6月，任中共浙江省委副书记。2016年7月4日，任浙江省人民政府副省长、代省长。2017年1月20日，當選浙江省省長。2017年4月26日，任中共浙江省委书记。2017年7月7日，當選浙江省人大常委會主任。2018年2月24日，当选为第十三届全国人大代表。2020年8月31日，因年龄原因不再担任省委书记职务。
2020年10月17日，第十三届全国人民代表大会常务委员会第二十二次会议通过，车俊出任全国人大监察和司法委员会副主任委员。
2023年1月17日，车俊当选为第十四届全国政协委员。2023年3月13日车俊当选第十四届全国政协人口资源环境委员会主任。

## 争议
2018年11月17日, 在接受新华社、新华网和其他中国官方媒体记者采访时, 为响应习近平提出的安抚民营企业的讲话, 提出了“要把民营企业家搞得香香的，把民营经济做得壮壮的”的表述, 引发网友热议, 被嘲讽为中国共产党将民营企业视作“乳猪”, 待养肥之后再杀。

## 家庭
- 胞弟：车建军（2011年10月任中共安徽省纪委副书记[15]，2020年7月任安徽省人大常委会监察和司法工作委员会副主任[16]，2020年12月被开除党籍和公职。[17]）